# من بعدك أيها الدوق
من بعدك أيها الدوق (بالفرنسية: Après vous، duchesse) هو فيلم أبيض وأسود كوميدي فرنسي من إنتاج عام 1954 من إخراج روبرت دي نيسل وبطولة جان باريديس وجاكلين بييروكس وجاك موريل. كان الإخراج الفني للفيلم بواسطة ريموند نيجري. تحكي قصة سيدة تزوجت من محاميها المتغطرس أخفت امرأة خلفية عائلتها المتواضعة عنه. والدها ، الذي هو في الواقع سباك ، يرتدي زي دوقة ليخدعه.

## فريق التمثيل
- جان باريديس بدور جيف
- جاكلين بييروكس بدور سوزي
- جاك موريل بدور أرماند
- لوس أوبيرتين
- مادلين باربولي
- تشارلز بايارد
- جان ماري بون
- آلان بوفيت
- سيرج بيرات
- مارسيل شارفي
- ماريوس كليمنصو
- غريغوار جروموف
- أوليفر هسينوت
- أغنيس لوري
- آن ماري ميرسن
- آني نويل
- كاثرين رومان
- آني رودييه
- ليندا سيرينو
- دانيال سورانو

## روابط خارجية
- من بعدك أيها الدوق  في قاعدة بيانات الأفلام على الإنترنت (بالإنجليزية)